# Joseph Sweeney
Joseph Sweeney (ur. 26 lipca 1884 w Filadelfii, stan Pensylwania – zm. 25 listopada 1963 w Nowym Jorku) – aktor amerykański, który przeszedł do historii kina jako przysięgły nr 9 w filmie Dwunastu gniewnych ludzi z 1957.